# Брандорф, Николай Васильевич
Николай Васильевич Брандорф (1871 — после 1917) — российский прокурор, товарищ обер-прокурора общего собрания Правительствующего сената.

## Биография
Являлся православным. В 1911 состоял в должности прокурора Киевского окружного суда. Во время дознания по делу Бейлиса был отстранён от расследования из-за несогласия с навязываемым мнением о «ритуальном» характере убийства. До 1917 служил товарищем (помощником) обер-прокурора общего собрания Правительствующего сената, являлся членом консультации при министерстве юстиции, проживал в Царском Селе. 17 мая 1917 допрашивался Чрезвычайной следственной комиссией Временного правительства относительно подробностей в деле Бейлиса. 14 июля того же года допрашивался снова, где давал показания относительно обстоятельств, предшествовавших убийству П. В. Столыпина.

## Семья[2]
- Отец — Василий Александрович Брандорф (8 января 1839 — после 1894).
- Мать — Ольга Николаевна Евреинова (22 июня 1847 — после 1872).
- Сестра — Наталья Васильевна Брандорф (1870 — ?).
- Сестра — Евгения Васильевна Брандорф (начало 1870-х — ?).